# 海闻
海闻（1952年8月—），中华人民共和国浙江省杭州市人，经济学家，北京大学教授、北京大学汇丰商学院院长、中国经济学年会理事会理事长、中国留美经济学会和北京大学中国经济研究中心创办人之一，中國共產黨黨員。曾經擔任北京大学副校长、北京大学深圳研究生院院长、留美经济学会会长和中国经济研究中心常务副主任。海闻是北京大学经济学学士、加州州立大学长滩分校经济学硕士和加利福尼亞大學戴維斯分校经济学博士。

## 生平
海闻出生于书香门第，父亲在浙江邮电学院任教，曾经参加国民党远征军，父母都是大学毕业，连他的祖母都读过书，家境宽裕，买得起自行车。反右运动中，海闻的父亲被定为右派，海闻的母亲海外关系复杂，海闻的几个舅舅有的在台湾、有的在马尼拉，海闻的母亲也受到批斗，海闻的父母不久离了婚，海闻由奶奶带大。1964年，海闻小学毕业，考试成绩出色，但由于家庭出身问题，属于黑五类子弟，不能就读杭州市的重点中学，只好去了位于一座旧庙中的民办学校杭州北山中学。文化大革命中，海闻的父母都被抄家。上山下乡开始后，海闻在1968年12月早早报了名，1969年3月成为杭州市赴黑龙江省的首批知青，前往北大荒。由于去的是边境县，他家庭出身不好，政审时海闻遇到了困难，审核者怀疑他会从边境逃跑。海闻为此写了血书，表明自己永远忠于国家，才得以成行。自此，海闻在黑龙江省虎林县红卫公社前卫大队工作和生活了八个年头。海闻勤奋工作，还曾与几个知青搞试验田、实验室。劳动之余还写黑板报教育农民，得到群众认可。海闻虽被群众推荐为工农兵大学生，但由于出身问题无法通过政审。不过，群众的推荐让海闻评上了县劳动模范，还让他成功加入中国共产党。1975年，海闻被抽调担任公社中学的副校长，但由于出身问题不能拿工资，只能拿工分。
1977年恢复高考，海闻考上了北京大学经济学系，1982年毕业，拿到学士学位，30岁的海闻决定自费前往美国留学，他成了改革开放之后中国第一个自费留学生。1983年在加州州立大学长滩分校拿到经济硕士学位，1991年在加利福尼亞大學戴維斯分校拿到经济学博士学位。毕业后，海闻先后在舊金山州立大學经济系、沙加緬度加州州立大學经济系、戴維斯加利福尼亞大學经济系、福特路易斯学院商学院任教，在福特路易斯学院商学院拿到终身副教授职位。
1995年，海闻决定回国，被北京大学聘为教授，成为北京大学中国经济研究中心的创办者之一。1995年至2008年5月，海闻在北京大学中国经济研究中心任副主任。2002年至2005年间，海闻任北京大学校长助理。2005年9月，海闻被任命为北京大学汇丰商学院（原北京大学深圳商学院）院长，任职至今。2005年11月，海闻被任命为北京大学副校长，担任副校长至2013年11月。2005年12月，海闻任北京大学深圳研究生院常务副院长，2008年7月改任北京大学深圳研究生院院长，任院长至2013年11月。